# Barbie, apprentie princesse
Série Barbie
Barbie : Le Secret des fées
(2011) Barbie : Un merveilleux Noël
(2011)
Pour plus de détails, voir Fiche technique et Distribution.
Barbie apprentie princesse (Barbie: Princess Charm School) est le 20e long-métrage d'animation mettant en scène la Poupée Barbie, sorti en 2011 et réalisé par Zeke Norton.

## Synopsis
Blair Willows vit avec sa mère et sa petite sœur, Emily. Cette dernière rêve d'un jour entrer à la célèbre École de Princesses, dans laquelle une fille du peuple de Gardania est accueillie chaque année comme étudiante Dame d'Honneur par tirage au sort. C'est ainsi que Blair va faire son entrée à l'École de Princesses, Emily l'ayant inscrite de nombreuses fois à son insu. Blair trouvera des amies en ses camarades de chambre, la princesse Hadley qui est une fan de sport et la princesse Isla qui a toujours la musique en tête, ainsi qu'en leurs petites fées-princesses : Grace, Harmony et Caprice.
Mais elle se fera également très vite des ennemies telles que la princesse Delancy, future reine de Gardania et sa très étrange amie Portia. Et la plus redoutable est Dame Devine, la mère de Delancy, belle-sœur de la défunte reine Isabella dont on croit toute la famille morte. Pourquoi cherche-t-elle par tous les moyens à se débarrasser de Blair ? On devine que le mystère de sa naissance à un rapport avec l'histoire tragique de la famille royale. La jeune fille tentera autant que possible de s'intégrer au mieux dans l'école, avec le soutien de ses amies et de la stricte mais sympathique directrice, Mme Privet.

## Personnages
- Blair Willows : Véritable fille de la reine Isabella et du roi Réginald de Gardania, dont le vrai prénom est Sophia. Ses parents moururent lors d'un accident de voiture le 26 avril, une dame la trouva et la laissa au pas d'une porte qui n'était autre que l'appartement de Mme Willows. Elle a grandi auprès d'elle et sa demi-sœur Emily. Pour aider sa famille financièrement, elle tient un café. Elle est ensuite sélectionnée pour entrer à l'école des princesses. Sa petite fée-princesse est Grâce.
- Hadley : Future princesse, elle est fan du sport, notamment le foot. Elle adore les aventures et est une parfaite gymnaste. Sa petite fée-princesse est Caprice.
- Isla : Elle est d'origine asiatique et a toujours la musique en tête. Elle adore composer des morceaux mais elle pense toujours qu'ils ne sont pas assez bons. Sa petite fée-princesse est Harmony.
- Delancy : Fille de Dame Devine, elle est la seule héritière à la couronne depuis que la famille royale est morte dans un accident de voiture il y a 17 ans. Elle est au début méchante avec Blair et ses amies Hadley et Isla. Mais elle découvrira que Blair est la véritable héritière et fera tout pour l'aider. Sa petite fée-princesse est Wickellia.
- Dame Devine : Sœur de Réginald, elle est la mère de Delancy. Elle a orchestré le meurtre de la famille royale pour faire de Delancy l'unique héritière du trône. Quand elle se rend compte de la véritable identité de Blair, elle fera tout pour l'éliminer.
- Prince : c'était le chien du roi Réginald et de la reine Isabella. Il semble reconnaître en Blair la princesse disparue.
- Madame Alexandra Privet : Directrice de l'école des princesses. Elle éduquera Blair pour qu'elle devienne une parfaite Dame d'Honneur.
- Lorraine et Josette : Deux meilleures amies, élèves en tant que Dames d'Honneur.
- Miranda : Une des élèves princesse les plus intelligentes et les plus gentilles de l'école.
- Portia : Meilleure amie de Delancy. Elle est très étourdie.
- Prince Nicolas : Élève de l'école des princes, il devient le cavalier de Blair lors du cours de danse.

## Fiche technique
- Titre original : Barbie: Princess Charm School
- Titre : Barbie, apprentie princesse
- Réalisation : Zeke Norton
- Scénario : une histoire de Kati Rocky, écrite par Elise Allen
- Direction artistique : Walter P. Martishius
- Musique : BC Smith
- Production : Shawn McCorkindale et Shelley Tabbut ; Kim Dent Wilder et Rob Hudnut (exécutifs)
- Sociétés de production : Barbie Entertainment, Rainmaker Entertainment
- Société de distribution : Universal Studios Home Entertainment
- Pays d'origine : États-Unis, Canada
- Langue d'origine : anglais
- Format : couleur - son stéréo
- Genre : animation
- Durée : 80 minutes
- Dates de sortie :
  - Royaume-Uni : 29 août 2011
  - États-Unis : 13 septembre 2011
  - France : 18 octobre 2011[2]

Sources : Générique du DVD, IMDb

## Distribution
| - Diana Kaarina : Blair Willows - Morwenna Banks : Miss Privet - Nicole Oliver : Dame Devin - Brittney Wilson : Delancy - Ali Liebert : Portia / Hadley - Shannon Chan-Kent : Isla - Madeleine Peters : Emily Willows - Ellen Kennedy : la Mère de Blair - Anna Cummer : Caprice - Kazumi Evans : Harmony - Tabitha St Germain : Grace / Lorraine - Bethany Brown : Josette - Miranda Ram Nolte (Guest Star) : Princesse Miranda - Kelly Metzger : Wickellia - Vincent Tong : Prince Nicholas / un garde - Derek Waters : Brock le garde du corps - Brian Drummond : Prince le chien / un garde / le juge royal - Lee Tockar : le présentateur TV - Cathy Weseluck : la présentatrice TV / la voix d'ordinateur | - Noémie Orphelin : Blair Willows - Angélique Leleux : Mademoiselle Privey - Nathalie Hons : Dame Devine - Claire Tefnin : Delancy - Marcha Van Boven : Portia - Audrey D'Hulstère : Hadley - Laëtitia Liénart : Isla - Aaricia Dubois : Emily - Manuela Servais : Maman de Blair / Caprice - Fabienne Loriaux : Harmony / Voix d'ordinateur - Mélanie Dermont : Grace - Elsa Poisot : Lorraine - Prunelle Rulens : Josette - Marie Van Ermengen : Princesse Miranda / Wickellia - Pierre Lognay : Prince Nicholas - Mathieu Moreau : Brock - Romain Barbieux : Garde - Michel Hinderyckx : Garde / Juge royal - Laurent Vernin : Présentateur TV - Ioanna Gkizas : Présentatrice TV |

Source : Générique du DVD

## Chansons du film
- On voit bien que c'est une princesse (You can tell she's a princess) - Cindy Layla
- J'atteindrai les étoiles (On top of the World) - Cindy Layla
- We rule this school - Simon Wolcox

## Autour du film
Créée en 1959, la Poupée Barbie est à l'origine de nombreux produits dérivés. Elle a également inspiré plusieurs films d’animation. Barbie apprentie princesse est le vingtième long métrage mettant en vedette Barbie qui incarne différents personnages. Il est sorti la même année que Barbie et le Secret des fées et Barbie : Un merveilleux Noël. C'est Barbie et le Secret des sirènes 2 qui suit en 2012.